# 仙台交通
仙台交通株式会社（せんだいこうつう）は、宮城県仙台市にある企業。
資本構成は仙台市の全額出資となっており、同市の交通事業（市バス・地下鉄）に付帯する業務を行っている。

## 沿革
- 1999年（平成11年）4月 - 仙台高速鉄道サービス株式会社と仙台交通サービス株式会社が合併し設立。
- 2011年（平成23年）4月 - 財団法人 仙台市交通事業振興公社解散に伴いその事業を継承。

### 起源となる各社の沿革
仙台高速鉄道サービス株式会社
- 1986年（昭和61年）12月 - 会社を設立。
- 1987年（昭和62年）1月 - 地下鉄駅舎・軌道設備などの保守管理業務を開始。
- 1987年（昭和62年）4月 - 地下鉄車両点検整備を開始。
- 1987年（昭和62年）7月 - 地下鉄開業にともない、駅構内の売店・自動販売機の営業を開始。
- 1988年（昭和63年）4月 - JR仙台駅連絡地下道の保守管理業務を開始。
- 1991年（平成3年）4月 - 仙台駅で宝くじ販売店の営業を開始。市電保存館の保守管理業務を開始。
- 1992年（平成4年）7月 - 地下鉄が泉中央駅までの延伸にともない、同駅構内売店の営業を開始。
- 1999年（平成11年）4月 - 仙台交通サービス株式会社と合併。

仙台交通サービス株式会社
- 1967年（昭和42年）1月 - 仙泉興業株式会社として設立。
- 1982年（昭和57年）9月 - 社名を、仙台交通サービス株式会社に改称。
- 1982年（昭和57年）9月 - 交通局施設の維持管理業務、各種広告の取次ぎ業務および、乗車券の販売業務を開始。
- 1986年（昭和61年）5月 - 地下鉄車両の清掃およびサービス施設の経営管理業務を開始。
- 1988年（昭和63年）8月 - 宮城県知事登録建築物清掃業資格を取得。
- 1989年（平成元年）6月 - 宮城県知事登録建築物環境衛生一般管理業資格を取得。
- 1990年（平成2年）5月 - 書籍・日用雑貨・煙草・各種チケットおよび飲食物の販売業務を開始。
- 1999年（平成11年）4月 - 仙台高速鉄道サービス株式会社と合併。

財団法人 仙台市交通事業振興公社
- 1986年（昭和61年）12月 - 財団法人 仙台市交通事業振興公社として設立。
- 2011年（平成23年）4月1日 - 解散。

## 事業
- 地下鉄関連施設及び車両の保守管理
- バス・地下鉄関連施設及び地下鉄車両の清掃
- バス車両整備
- 乗車券販売等及び乗客サービス
- ビル設備の維持管理及びビル建物の清掃
- 不動産管理

## 組織機構
- 総務部
  - 総務課
- 事業部
  - 業務課
  - お客様サービス課
- 技術部
  - 電気課
  - 車両課
  - 建築設備課
  - 自動車整備課